# Махарадж, Бирджу
Пандит Бирджу Махарадж (хинди बिरजू महाराज; 4 февраля 1938, Лакхнау, Британская Индия — 16 января 2022, Дели) — индийский танцор и хореограф, а также композитор и певец. В 1986 году отмечен Падма Вибхушан, второй по старшинству гражданской наградой Индии.

## Биография
Бирджу Махарадж родился 4 февраля 1938 года в семье танцоров катхак гхараны Лакхнау, в которую входят два его дяди, Шамбху Махарадж и Лачху Махарадж, а также его отец и учитель Джаганнатх «Аччан» Махарадж, служивший придворным танцором в княжестве Райгарх. С детства Бирджу выступал вместе со своим отцом, а свой первый сольный концерт дал в 7 лет.
Когда ему было 9 лет, его отец скончался, и мальчик продолжил обучаться танцам у своих дядей. Его мать Махадай в свою очередь написала с просьбой о помощи Капиле Ватсьяян, которая была ученицей Аччана Махараджа. Это привело к тому, что в конце 1940-х годов Бирджу переехал в Дели и вскоре начал преподавать катхак в Сангит Бхарати, хотя ему на тот момент было только 13 лет.
Махарадж рано женился и, чтобы содержать семью, принял предложение мецената Сумитры Чарат Рам работать в отделении катхака Shriram Bharatiya Kala Kendra. Он также помогал своему дяде Шамбху Махараджу в создании нескольких танцевальных балетов, таких как «Kumar Sambhav» и «Sham-e-Awadh». В 1959 году под руководством своего дяди Лачху Махараджа Бирджу представил свою первую крупную постановку «Malti Madhav». В 1964 году отделение катхака стало самостоятельным учреждением Катхак Кендра, или Национальный институт танца катхак. Махарадж преподавал танец в обоих заведениях и был их директором, пока не ушел на пенсию в 1998 году.
К 28 годам танцор был отмечен премией Академии Сангит Натак и второй по величине гражданской наградой Индии — Падма Вибхушан. Помимо танцев Махарадж практиковал классическую музыку хиндустани и был опытным певцом, исполнявшим вокал в форме тхумри и дадра. Он также играл на дхолаке, табле и скрипке. 
Его вклад в фильмы Болливуда начался с «Шахматистов» (1977) Сатьяджита Рая, где он поставил хореографию, сочинил музыку и даже спел для двух танцевальных сцен. Одним из них было выступление, на котором герой Амджада Хана танцует со своими жёнами, другим — был сольный танец, формирующий фон решающих сцен фильма. В следующий раз он вернулся к работе в кино в 2001 году, поставив групповой танец на песню «Aan Milo Sajana» в «Беглецах», так чтобы зрители почувствовали агонию и суматоху, через которые проходит персонаж Амиши Патель.
Среди других его работ в кино — постановка танцев на песни «Kaahe Chhed Mohe» в фильме «Девдас» и «Jagaave Saari Raina» в «Семь этапов любви» (2014), оба исполненные актрисой и танцовщицей Мадхури Дикшит. Махарадж также работал с Дипикой Падуконе в фильме «Баджирао и Мастани» (2015), поставив для неё музыкальный номер «Mohe Rang Do Laal», где её героиня Мастани выражает свою любовь к Баджирао. В итоге танец принёс ему премию журнала Filmfare за лучшую хореографию.
Он также получил национальную кинопремию за постановку танца в тамильском фильме «Многоликий».
В последние годы жизни хореограф страдал от болезни почек и находился на лечении диализом. Махарадж скончался в своем доме в Дели 16 января 2022 года в возрасте 83 лет. У Махараджа остались пятеро детей: три дочери и два сына.